# Алябанда (герб)
Алябанда (Агаво, Алябанд, Аллабанда, Альбаланд, Беліна, Альба Луна (з латині - Білий Місяць), Альбалант, Дамалевич, Конічек (дослівно - коник), Коневашия, пол. Agavo, Alaband, Allabanda, Albaland, Albalant, Alba Luna, Albaluna, Bielina, Damalewicz, Koniczek, Koniowaszyja) — шляхетський герб італійського походження.

## Історія
На думку Бартоша Папроцького, герб прибув у Польщу з Італії. В своєму гербовнику він стверджував, що герб походить ще з часів, коли в Польщі починало розповсюджуватись християнство. Тоді прибув з Італії у Крушвицю єпископ Луцідус (†993) зі своїм гербом Алябанда (перший з восьми легендарних єпископів крушвицьких). Пйотр Малаховський натомість пише, що герб прибув до Польщі з Італії за правління Мешка I близько 967 року. В гербовнику Каспера Несецького говориться також, що герб принесено в Польщу з Італії крушвицьким єпископом Луцідусом.
На базі різних публікацій та історичних пошуків було підтверджено 9 родів, що користувались гербом Алябанда. Гербом користувався рід Кобилаґлова від часів династії П'ястів у XII ст. Рід цей занепадає у XVI ст. Відома печатка Стефана і Стшеживоя (Стреживоя) Кобилаґловів з 1278 року, також зберігся судовий запис з описом гербу від 1448 року, хоча там він фігурує під назвою Беліна.
Іполит Ступницький стверджував, що не впевнений, чи саме італієць іменем Мамфіола (Mamphiola), номінований на єпископа плоцького в 1395 році, використовува герб Алябанда. Натомість Збіґнєв Лещиць вказував, що саме ця людина була єпископом плоцької дієцезії з 1391 року й вживала даного герба.
Більшість геральдистів вважають, що герб зник в XVI ст.

## Опис
У чорному полі на півмісяці, що рогами догори, кінська голова, повернута ліворуч, обидва срібні; у клейноді три срібні страусові пера. Намет чорний, підбитий сріблом.

## Роди
Тадеуш Гайль у своїй праці вказав сім родин, що користувались цим гербом:
Азулевичі (Azulewicz), Алябанди (Alabanda), Копровські (Koprowski), Копроські (Koproski), Протовбери (Protowbier), Фрезери (Frezer), Фризери (Fryzer).
Російський історик Микола Павлищев добавляв до цього переліку ще одну родину:
Дулемби (Dulęba).
Додатково, з печатки 1278 року, вдалось вияснити, що цього герба вживала також ще одна родина:
Кобилаґлови (Kobylagłowa).
Тобто, всього виходить 9 родин.